# Барселона Б
«Барсело́на Б» (кат. Futbol Club Barcelona "B") — іспанський футбольний клуб з Барселони (Каталонія, Іспанія). Є резервною командою «Барселони». Заснований 1970 року.
«Барселона Б» грає свої домашні матчі на стадіоні «Міні Естадо», який розташований в декількох метрах від «Камп Ноу». Стадіон відкритий 1982 року. На цьому стадіоні також грала команда «Барселона Дрегонс» з американського футболу (розпалася 2003 року) та Збірна Андорри з футболу.

## Статус команди
Резервні команди в Іспанії виступають в тих же лігах, що і головні команди. Однак, резервна команда не може виступати в одному дивізіоні разом з головною. Тому «Барселона Б» не зможе вийти в Прімеру, поки там грає головна команда. Резервним командам також заборонено грати в Кубку Іспанії.

## Досягнення
- Сегунда Дивізіон B
  - Чемпіон (4): 1981/82, 1990/91, 1997/98, 2001/02
  - Віце-чемпіон (3): 1989/90, 2002/03, 2009/10

- Терсера Дивізіон
  - Чемпіон (2):  1973/74, 2007/08